# Monte Carlomagno
Il monte Carlomagno (1.669 m s.l.m.), è una montagna dell'altopiano della Sila. Geograficamente è collocato nella Sila Grande e territorialmente fa parte del comune di San Giovanni in Fiore. Il monte ospita i primi impianti di sci di fondo realizzati in Sila, che costituiscono il centro Fondo Carlomagno.

## Origine del nome
L'attuale nome del monte è l'adattamento in italiano della parola dialettale "Carrumango" con la quale veniva indicata la montagna. Tale parola significherebbe "Carro dei Buoi", indicando che la vallata era da tempo zona praticata da allevatori. Ciò esclude qualsiasi riferimento al noto imperatore.

## Posizione geografica

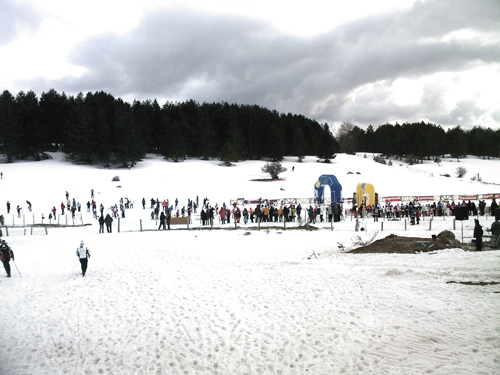
Vallata e piste del centro fondo Carlomagno

Il monte sormonta la vallata sulla quale si snodano gli anelli del centro fondo. La montagna rispecchia le tipiche orografie della Sila, ossia una vetta dolce, raggiungibile facilmente a piedi in estate, e con gli sci da fondo in inverno.

## Come raggiungerlo
Il monte Carlomagno è facilmente raggiungibile con mezzi di trasporto. Dalla SS 107 prendere l'uscita "Lorica-Silvana Mansio", imboccare la SP 211 fino allo svincolo "centro fondo Carlomagno". Quindi seguire le indicazioni che portano al centro fondo e al monte Carlomagno.